# Falsosophronica fuscobrunnea
Falsosophronica fuscobrunnea är en skalbaggsart som beskrevs av Stefan von Breuning 1952. Falsosophronica fuscobrunnea ingår i släktet Falsosophronica och familjen långhorningar. Inga underarter finns listade i Catalogue of Life.